# Vírus satélite
Vírus satélite, também denominado satélite, é uma unidade sub-viral que parasita outros vírus. Não se replicam de forma autônoma, mesmo que exista uma célula hospedeira, ele só consegue adentrar uma célula e replicar com a ajuda de outro vírus, por isso essa estrutura sub-viral é conhecida como satélite, pois ela é encontrada convivendo com outros vírus.Quando adentram em uma célula, examinam-a e a exploram para saberem mais sobre ela.
Tem formação nucleotídica, circular, e com baixo peso molecular, possui sequência distinta de nucleotídios.
Um exemplo é o vírus satélite do mosaico do tabaco que utiliza o vírus mosaico do tabaco para poder se reproduzir e também o Sputnik.